# Elvira Noriega
Elvira Noriega (1914 - Madrid, 18 de abril de 1995) fue una actriz española.

## Biografía
Actriz eminentemente teatral su carrera se centró en los escenarios, olvidando otros medios como el cine y la televisión. Llegó a ser primera actriz en el Teatro María Guerrero de Madrid. A lo largo de su vida profesional interpretó cientos de personajes y estrenó obras de Pedro Muñoz Seca (Anacleto se divorcia, 1932); Enrique Jardiel Poncela (Las cinco advertencias de Satanás, 1935; Eloísa está debajo de un almendro, 1940; El amor sólo dura 2.000 metros, 1941; Madre (el drama padre), 1941; Los ladrones somos gente honrada, 1941), Miguel Mihura (El caso de la mujer asesinadita, 1946); Joaquín Calvo Sotelo (Plaza de Oriente, 1947; La mariposa y el ingeniero, 1953); José López Rubio (Alberto, 1949); José María Pemán (Callados como muertos, 1952) Antonio Buero Vallejo (Irene o el tesoro, 1954; Hoy es fiesta, 1956), Víctor Ruiz Iriarte (El landó de seis caballos, 1950) o Alfonso Paso (Los pobrecitos, 1959). También interpretó a autores extranjeros, pudiendo destacarse el personaje principal de María Estuardo (1942), de Schiller, La heredera (1951), de Ruth y August Goetz, La reina muerta (1957), de Henry de Montherlant o Como buenos hermanos (1957), de Lillian Hellman.
Se retiró de los escenarios en la década de 1970.